# Kristine Radford
Kristine Louise Radford (Sydney, 3 maart 1970) is een voormalig tennisspeelster uit Australië. Zij was actief in het proftennis van 1985 tot 2000. Op 30 november 1996 trad zij in het huwelijk met Damian Michael Kunce. Vanaf mei 1997 speelde zij onder de naam Kristine Kunce.

## Loopbaan

### Enkelspel
Radford debuteerde in 1985 op het ITF-toernooi van Newcastle (Australië). Zij stond in 1987 voor het eerst in een finale, op het ITF-toernooi van Sydney (Australië) – zij verloor van landgenote Rachel McQuillan. In 1988 veroverde Radford haar eerste titel, op het ITF-toernooi van York (VS), door de Amerikaanse Teri Whitlinger te verslaan. In totaal won zij zes ITF-titels, de laatste in 1996 in Albury (Australië).
In 1988 speelde Radford voor het eerst op een WTA-hoofdtoernooi, op het toernooi van Sydney. Zij strandde daar in de eerste ronde. Haar beste resultaat op de WTA-toernooien is het, als kwalificante, bereiken van de halve finale op het toernooi van Birmingham in 1997. Haar beste resultaat op de grandslamtoernooien is het bereiken van de vierde ronde op Wimbledon 1994. Haar hoogste positie op de WTA-ranglijst is de 45e plaats, die zij bereikte in augustus 1994.

### Dubbelspel
Radford behaalde in het dubbelspel betere resultaten dan in het enkelspel. Zij debuteerde in 1985 op het ITF-toernooi van Canberra (Australië) samen met landgenote Natalie Cutcliffe. Zij stond in 1987 voor het eerst in een finale, op het ITF-toernooi van Francavilla (Italië), samen met landgenote Michelle Bowrey – zij verloren van het duo Kate McDonald en Martina Pawlik. Een week later veroverde Radford haar eerste titel, op het ITF-toernooi van Brindisi (Italië), samen met landgenote Michelle Bowrey, door de Spaanse Rosa Bielsa en Elena Guerra te verslaan. In totaal won zij vijftien ITF-titels, de laatste in 1997 in Indian Wells (VS).
In 1986 speelde Radford voor het eerst op een WTA-hoofdtoernooi, op het toernooi van Brisbane, samen met landgenote Wendy Frazer. Zij strandden in de eerste ronde. Zij stond in 1993 voor het eerst in een WTA-finale, op het toernooi van Kuala Lumpur, samen met de Amerikaanse Nicole Arendt – zij verloren van het Amerikaanse koppel Patty Fendick en Meredith McGrath. De week daarop veroverde Radford haar eerste WTA-titel, op het toernooi van Jakarta, samen met de Amerikaanse Nicole Arendt, door de Amerikaanse zussen Erika deLone en Amy deLone te verslaan. In totaal won zij zes WTA-titels, de laatste in 1997 in Pattaya, samen met de Amerikaanse Corina Morariu.
Haar beste resultaat op de grandslamtoernooien is het bereiken van de halve finale. Haar hoogste positie op de WTA-ranglijst is de 25e plaats, die zij bereikte in september 1994.

### Tennis in teamverband
In de periode 1994–1997 maakte Radford deel uit van het Australische Fed Cup-team; zij vergaarde daar een winst/verliesbalans van 1–3.

## Posities op deWTA-ranglijst
Positie per einde seizoen:
| jaar | rang enkelspel | rang dubbelspel |
| ---- | -------------- | --------------- |
| 1986 | 474            | 431             |
| 1987 | 310            | 235             |
| 1988 | 241            | 237             |
| 1989 | 168            | 121             |
| 1990 | 278            | 113             |
| 1991 | 168            | 122             |
| 1992 | 165            | 61              |
| 1993 | 109            | 69              |
| 1994 | 56             | 32              |
| 1995 | 212            | 38              |
| 1996 | 170            | 60              |
| 1997 | 124            | 39              |
| 1998 | 252            | 48              |
| 1999 | –              | 53              |
| 2000 | –              | 330             |

## Palmares
| Legenda                |
| ---------------------- |
| Grandslamtoernooi      |
| Olympische Spelen      |
| Year-End Championships |
| Tier I                 |
| Tier II                |
| Tier III               |
| Tier IV & V            |

### WTA-finaleplaatsen enkelspel
geen

### WTA-finaleplaatsen vrouwendubbelspel
| nr.              | finale     | toernooi         | ondergrond    | partner           | tegenstandsters                     | score         |         |
| ---------------- | ---------- | ---------------- | ------------- | ----------------- | ----------------------------------- | ------------- | ------- |
| gewonnen finales |            |                  |               |                   |                                     |               |         |
| 1.               | 1993-05-02 | WTA Jakarta      | hardcourt     | Nicole Arendt     | Amy deLone Erika deLone             | 6-3, 6-4      | details |
| 2.               | 1994-05-02 | WTA Jakarta      | hardcourt     | Nicole Arendt     | Kerry-Anne Guse Andrea Strnadová    | 6-2, 6-2      | details |
| 3.               | 1995-09-17 | WTA Nagoya       | tapijt (i)    | Kerry-Anne Guse   | Rika Hiraki Park Sung-hee           | 6-4, 6-4      | details |
| 4.               | 1995-11-19 | WTA Pattaya      | hardcourt     | Jill Hetherington | Kristin Godridge Nana Miyagi        | 2-6, 6-4, 6-3 | details |
| 5.               | 1997-04-27 | WTA Jakarta      | hardcourt     | Kerry-Anne Guse   | Lenka Němečková Yuka Yoshida        | 6-4, 5-7, 7-5 | details |
| 6.               | 1997-11-23 | WTA Pattaya      | hardcourt     | Corina Morariu    | Florencia Labat Dominique Van Roost | 6-3, 6-4      | details |
| verloren finales |            |                  |               |                   |                                     |               |         |
| 1.               | 1993-04-25 | WTA Kuala Lumpur | hardcourt (i) | Nicole Arendt     | Patty Fendick Meredith McGrath      | 4-6, 6-7      | details |
| 2.               | 1993-10-10 | WTA Taipei       | hardcourt     | Jo-Anne Faull     | Yayuk Basuki Nana Miyagi            | 4-6, 2-6      | details |
| 3.               | 1994-04-24 | WTA Singapore    | hardcourt     | Nicole Arendt     | Patty Fendick Meredith McGrath      | 4-6, 1-6      | details |
| 4.               | 1995-06-18 | WTA Birmingham   | gras          | Nicole Bradtke    | Manon Bollegraf Rennae Stubbs       | 6-3, 4-6, 4-6 | details |
| 5.               | 1996-01-06 | WTA Auckland     | hardcourt     | Jill Hetherington | Els Callens Julie Halard-Decugis    | 1-6, 0-6      | details |
| 6.               | 1998-03-01 | WTA Oklahoma     | hardcourt (i) | Cătălina Cristea  | Serena Williams Venus Williams      | 5-7, 2-6      | details |
| 7.               | 1999-01-09 | WTA Hope Island  | hardcourt     | Irina Spîrlea     | Corina Morariu Larisa Neiland       | 6-3, 6-3      | details |

## Resultaten grandslamtoernooien
| Legenda | Legenda                          |
| ------- | -------------------------------- |
| g.t.    | geen toernooi gehouden           |
| l.c.    | lagere categorie                 |
| –       | niet deelgenomen                 |
| G       | uitgeschakeld in de groepsfase   |
| 1R      | uitgeschakeld in de eerste ronde |
| 2R      | uitgeschakeld in de tweede ronde |
| 3R      | uitgeschakeld in de derde ronde  |
| 4R      | uitgeschakeld in de vierde ronde |
| KF      | uitgeschakeld in de kwartfinale  |
| HF      | uitgeschakeld in de halve finale |
| F       | de finale verloren               |
| W       | het toernooi gewonnen            |
| w-v     | winst/verlies-balans             |

### Enkelspel
| Toernooi        | 1988 | 1989 | 1990 | 1991 |    | 1993 | 1994 | 1995 | 1996 | 1997 | 1998 |
| --------------- | ---- | ---- | ---- | ---- | -- | ---- | ---- | ---- | ---- | ---- | ---- |
| Australian Open | 1R   | –    | 1R   | –    | –  | 3R   | 1R   | 1R   | 1R   | 1R   |      |
| Roland Garros   | –    | –    | –    | –    | –  | 1R   | 1R   | –    | –    | –    |      |
| Wimbledon       | –    | 2R   | –    | 1R   | –  | 4R   | 1R   | –    | –    | –    |      |
| US Open         | –    | –    | –    | –    | 2R | 1R   | –    | –    | –    | –    |      |

### Vrouwendubbelspel
| Toernooi        | 1988 | 1989 | 1990 | 1991 | 1992 | 1993 | 1994 | 1995 | 1996 | 1997 | 1998 | 1999 | 2000 |
| --------------- | ---- | ---- | ---- | ---- | ---- | ---- | ---- | ---- | ---- | ---- | ---- | ---- | ---- |
| Australian Open | 2R   | –    | 2R   | 2R   | 1R   | 1R   | 3R   | 1R   | 1R   | 3R   | 2R   | 2R   | 2R   |
| Roland Garros   | –    | 1R   | 1R   | –    | 1R   | 1R   | 2R   | 2R   | 2R   | 1R   | 3R   | 1R   | –    |
| Wimbledon       | –    | 1R   | 1R   | 1R   | 3R   | 3R   | HF   | 2R   | 1R   | 2R   | 2R   | 2R   | –    |
| US Open         | –    | 1R   | –    | 2R   | –    | 1R   | 3R   | HF   | 3R   | 3R   | 1R   | 2R   | –    |

### Gemengd dubbelspel
| Toernooi        | 1989 | 1990 | 1991 | 1992 | 1993 | 1994 | 1995 | 1996 | 1997 | 1998 | 1999 | 2000 |
| --------------- | ---- | ---- | ---- | ---- | ---- | ---- | ---- | ---- | ---- | ---- | ---- | ---- |
| Australian Open | –    | –    | –    | –    | 2R   | –    | 2R   | 1R   | –    | 2R   | 1R   | 1R   |
| Roland Garros   | –    | –    | –    | –    | 1R   | 3R   | 1R   | 1R   | 2R   | HF   | KF   | –    |
| Wimbledon       | 2R   | 1R   | 2R   | 1R   | 2R   | 1R   | 2R   | 1R   | 2R   | KF   | 1R   | –    |
| US Open         | –    | –    | –    | –    | –    | 1R   | 1R   | 2R   | –    | 2R   | 2R   | –    |